# Guido Reybrouck
Guido Reybrouck (Bruges, 25 dicembre 1941) è un ex ciclista su strada belga.
Professionista dal 1964 al 1973, vinse tre Parigi-Tours, un'Amstel Gold Race e un titolo nazionale, oltre a sei tappe al Tour de France e tre al Giro d'Italia.

## Carriera
Cresciuto in una famiglia di ciclisti (fratello maggiore di Wilfried Reybrouck e nipote di Gustave Danneels), fece il suo debutto tra i professionisti nel 1964.
Corridore dotato di spunto veloce, conquistò oltre 50 vittorie in tutta la carriera, tra le quali tredici frazioni delle principali competizioni a tappe (Giro d'Italia, Tour de France e Vuelta a España), tre edizioni della Parigi-Tours, un campionato belga in linea e un'Amstel Gold Race.

## Palmarès
- 1964 (Dilettanti, due vittorie/Flandria, quattro vittorie)

Omloop van de Westhoek
1ª tappa Tour du Loir-et-Cher
Campionato di Zurigo
Circuit du Houtland
2ª tappa Tour de l'Oise
Parigi-Tours
- 1965 (Flandria, quattro vittorie)

Kuurne-Bruxelles-Kuurne
5ª tappa Giro del Belgio (Ostenda > Bruxelles)
6ª tappa Tour de France (Quimper > La Baule)
10ª tappa Tour de France (Bagnères-de-Bigorre > Ax-les-Thermes)
- 1966 (Romeo, tre vittorie)

2ª tappa Tour de France (Charleville-Mézières > Tournai)
Campionati belgi, Prova in linea
Parigi-Tours
- 1967 (Romeo, cinque vittorie)

1ª tappa Parigi-Nizza (Athis-Mons > Châteaurenard)
3ª tappa Parigi-Nizza (Lucy-sur-Cure > Saint-Étienne)
Elfstedenronde
1ª tappa, 1ª semitappa Vuelta a España (Vigo > O Baixo Miño)
4ª tappa Tour de France (Amiens > Roubaix)
9ª tappa Tour de France (Belfort > Divonne-les-Bains)
- 1968 (Faema, nove vittorie)

3ª tappa Giro di Sardegna (Ittiri > Oristano)
2ª tappa Setmana Catalana (Figueres > Sabadell, valido come Trofeo Torres-Serdan)
3ª tappa, 2ª semitappa Setmana Catalana (Manresa > Lleida, valida come Trofeo Marià Cañardo)
3ª tappa Giro d'Italia (Saint-Vincent > Alba)
11ª tappa Giro d'Italia (Bassano del Grappa > Trieste)
22ª tappa Giro d'Italia (Chieti > Napoli)
2ª tappa Parigi-Lussemburgo (Maubeuge > Liegi)
1ª tappa Giro di Catalogna (Tona > Vilafortuny/Cambrils)
Circuit des Frontières
Parigi-Tours
- 1969 (Faema, tre vittorie)

1ª tappa Setmana Catalana (Barcellona > Andorra la Vella, valido come Trofeo Les Valls)
Amstel Gold Race
13ª tappa Tour de France (Aubagne > La Grande-Motte)
- 1970 (Germanvox, cinque vittorie)

3ª tappa Giro di Sardegna (Cagliari > Oristano)
7ª tappa Parigi-Nizza (Hyères > Sainte Maxime)
4ª tappa Vuelta a España (Fuengirola > Almería)
7ª tappa Vuelta a España (Borriana > Tarragona)
8ª tappa, 2ª semitappa Vuelta a España (Barcellona > Barcellona)
- 1971 (Salvarani, quattro vittorie)

4ª tappa, 2ª semitappa Giro di Sardegna (Porto Torres > Olbia)
3ª tappa Tirreno-Adriatico (Pescasseroli > Pineto)
Gran Premio Marcel Kint
4ª tappa Giro di Catalogna (Alp > Santa Coloma de Gramenet)
Classifica generale Tour de la Nouvelle-France
- 1972 (Salvarani, cinque vittorie)

4ª tappa Vuelta a Levante (Benidorm > Cullera)
5ª tappa Vuelta a Levante (Valencia > Valencia)
Gran Premio Cemab
1ª tappa Tour de la Nouvelle-France
Classifica generale Tour de la Nouvelle-France
- 1973 (Novy, una vittoria)

2ª tappa Tour de l'Oise

### Altri successi
- 1965 (Flandria)

Tour de Flandre Occidentale
- 1970 (Germanvox)

Classifica a punti Vuelta a España
- 1972 (Salvarani)

Tour de Flandre Occidentale

## Piazzamenti

### Grandi Giri
- Giro d'Italia

1964: 88º
1968: 52º
1969: ritirato
1970: ritirato
- Tour de France

1965: 54º
1966: 53º
1967: 42º
1969: 77º
1971: ritirato (9ª tappa)
1972: ritirato (12ª tappa)
- Vuelta a España

1967: ritirato
1970: 49º

### Classiche monumento
- Milano-Sanremo

1965: 8º
1966: 74º
1970: 10º
1971: ritirato
1972: 17º
- Giro delle Fiandre

1965: 21º
1966: 4º
1967: 7º
1968: squalificato
- Parigi-Roubaix

1967: 23º
1968: 9º
1970: 23º
1972: 32º

### Competizioni mondiali
- Campionati del mondo

Nürburgring 1966 - In linea: 7º
Heerlen 1967 - In linea: ritirato
Zolder 1969 - In linea: 4º